# Gertrude Bell

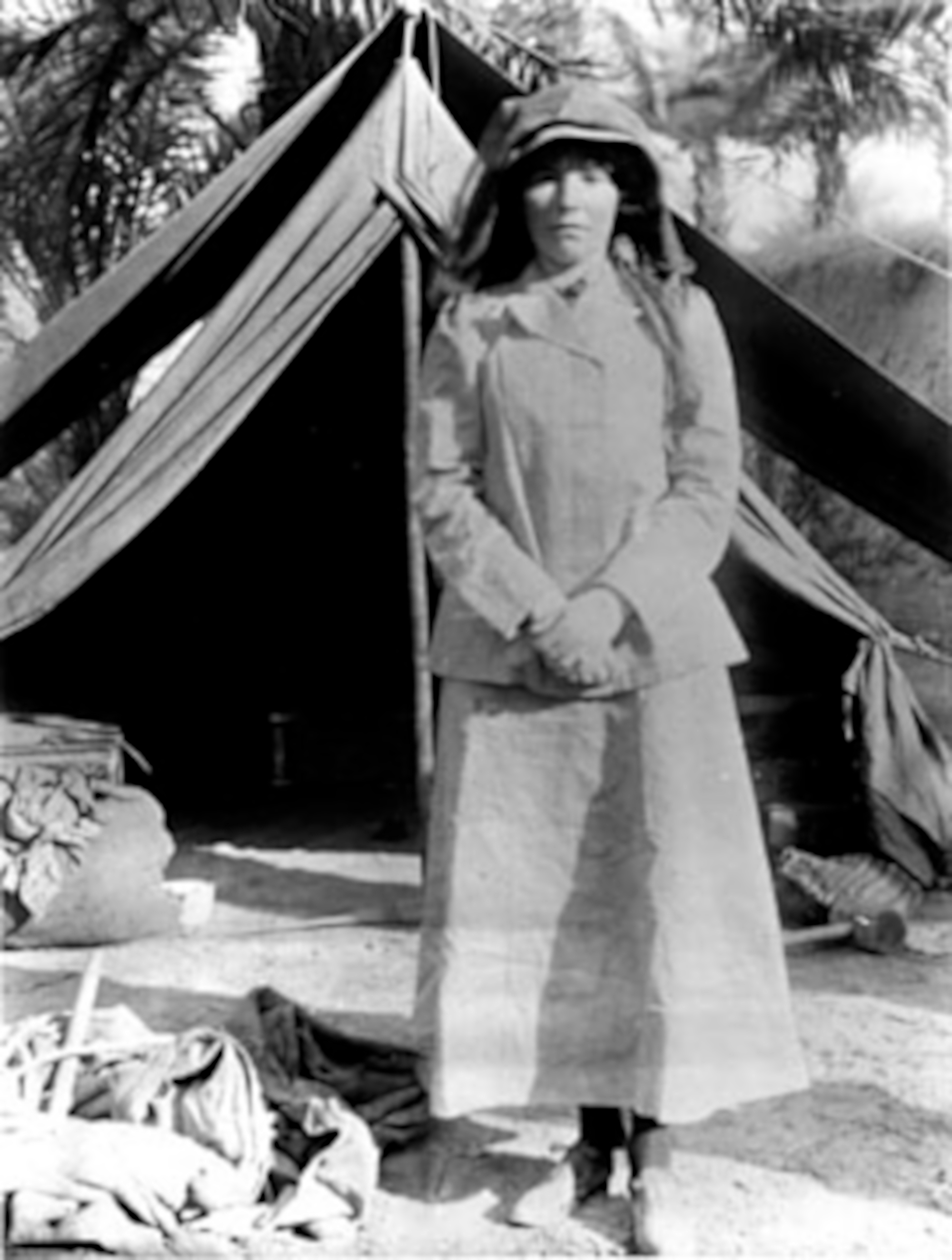
Bell vor ihrem Zelt bei Ausgrabungen im Irak (1909)

Gertrude Margaret Lowthian Bell CBE (* 14. Juli 1868 in Washington Hall, County Durham; † 12. Juli 1926 in Bagdad) war eine britische Forschungsreisende, Historikerin, Schriftstellerin, Archäologin, Alpinistin, politische Beraterin und Angehörige des britischen Geheimdienstes im Ersten Weltkrieg. Aufgrund ihrer auf einer Reihe von Reisen gewonnenen Kenntnisse des Nahen Ostens spielte sie ebenso wie der als Lawrence von Arabien bekannt gewordene Thomas Edward Lawrence während des Ersten Weltkriegs und danach eine große Rolle in der politischen Neuordnung dieser Region. Bereits 1917 wurde sie für ihre Leistungen mit dem Order of the British Empire (CBE) ausgezeichnet. Als zunächst inoffizielle Mitarbeiterin des Secret Intelligence Service, später als politischer Verbindungsoffizier und Orientsekretärin war sie maßgeblich an der Gründung des heutigen Iraks beteiligt und gehörte zu den engen Vertrauten des irakischen Königs Faisal I. Auch an der Entstehung des Irakischen Nationalmuseums in Bagdad hatte sie wesentlichen Anteil.

## Herkunft und Jugend (1868–1888)

### Familienhintergrund
Gertrude Bell entstammte einer angesehenen Familie britischer Industrieller. Ihr Großvater von väterlicher Seite war Sir Isaac Lowthian Bell, einer der Gründer und Miteigentümer der in Northumbria ansässigen Firma Bell Brothers, die in den 1870er Jahren ein Drittel des Eisenbedarfs Großbritanniens produzierte. Sir Isaac war nicht nur einer der wohlhabendsten Industriellen Großbritanniens, sondern auch ein angesehener Wissenschaftler, der unter anderem Träger der Bessemer-Goldmedaille und Mitglied der Royal Society war. In seinem Salon waren unter anderem Charles Darwin, Thomas Henry Huxley, der Sozialreformer John Ruskin und der Künstler William Morris zu Gast.
Gertrude Bells Vater Thomas Hugh Bell war der älteste Sohn von Lowthian Bell und hatte wie sein Vater eine gründliche Ausbildung genossen. An der Sorbonne in Paris studierte er Chemie; in Deutschland organische Chemie und Mathematik. Nach seiner Rückkehr nach Großbritannien übernahm er schrittweise die Leitung des Firmenimperiums, das Lowthian Bell geschaffen hatte. Er war darüber hinaus politisch engagiert und vertrat vor allem im Bildungs- und Gesundheitswesen für damalige Verhältnisse liberale Ansichten. 1867 heiratete Thomas Hugh Bell die Kaufmannstochter Mary Shield, die allerdings 1871 kurz nach der Geburt ihres zweiten Kindes Maurice Bell starb. Gertrude Bell war zu diesem Zeitpunkt noch keine drei Jahre alt.

### Jugend und Ausbildung

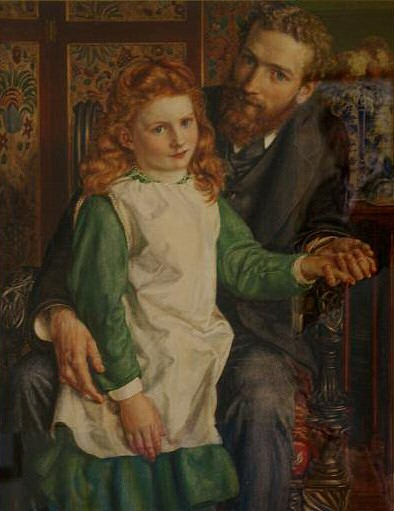
Die achtjährige Gertrude Bell mit ihrem Vater, gemalt von Edward Poynter, 1876

Die beiden Halbwaisen Gertrude und Maurice Bell wurden in den folgenden Jahren vorwiegend von Kindermädchen erzogen, wenn auch ihr Vater einen großen Teil seiner freien Zeit mit ihnen verbrachte. 1876 heiratete Thomas Hugh Bell die Schriftstellerin Florence Ollife, zu der Gertrude Bell sehr bald ein enges und vertrautes Verhältnis entwickelte. Bis an ihr Lebensende hielt Gertrude Bell einen engen brieflichen Kontakt mit ihr. Auch mit ihren drei Halbgeschwistern, die in den nächsten Jahren zur Welt kamen, verstand sie sich gut.
Florence Ollife war ähnlich wie Thomas Hugh Bell fortschrittlich eingestellt. Die beiden schickten die lernbegierige Gertrude 1884 auf das Queens College, eine Mädchenschule in London. Dies war für damalige Zeiten ein ungewöhnlicher Schritt; Mädchen ihrer gesellschaftlichen Schicht wurden in der Regel ausschließlich von Hauslehrern unterrichtet.
Noch ungewöhnlicher war, dass ihre Eltern ihr ab 1886 auch ein Studium an der University of Oxford ermöglichten. „Ich möchte wenigstens eine Sache von Grund auf wissen und können. Dieses dilettantische Lernen bin ich leid. Ich möchte mich ganz in etwas vertiefen“, begründete sie ihrem Vater gegenüber ihren Wunsch. Gertrude Bell wurde in Lady Margaret Hall aufgenommen; an den Vorlesungen nahmen sie und ihre Mitstudentinnen nur als Gasthörerinnen teil und wurden in der Regel von einer Anstandsdame zu den Vorlesungen begleitet. Im Jahr 1888, kurz bevor sie zwanzig Jahre alt wurde, schloss sie ihr Studium der Zeitgeschichte als erste Frau mit der höchsten Auszeichnung ab. Ihr wurde jedoch kein akademischer Grad verliehen, da dies in Oxford bei Frauen erst ab 1920 eingeführt wurde.

## Erste Reise- und Schriftstelleraktivitäten (1888–1899)

### Abschied vom konventionellen Lebensweg
Die Wintersaison 1888/1889 verbrachte Gertrude Bell in Bukarest. Frank Lascelles, der Schwager ihrer Stiefmutter, war dort als britischer Botschafter tätig. Mit dem Aufenthalt war vermutlich auch die Absicht ihrer Eltern verbunden, ihrer Tochter gesellschaftlichen Schliff zu verleihen. Gertrude Bell nahm an einer Reihe diplomatischer Dinner sowie der Ballsaison in Bukarest teil und lernte unter anderem Bernhard von Bülow und Charles Hardinge, den späteren Vizekönig von Indien, kennen. Auch dem rumänischen König Karl I. und seiner Frau Elisabeth wurde sie vorgestellt. In Bukarest begegnete sie erstmals auch Valentine Chirol, mit dem sie lebenslang eine enge Freundschaft verband. Bevor sie mit dem Orient-Express nach Hause zurückkehrte, besuchte sie noch Konstantinopel.
Nach ihrer Rückkehr nach Großbritannien wurde Gertrude Bell von ihren Eltern offiziell am britischen Hof vorgestellt. Dies war der übliche Schritt, bevor eine junge Frau ihrer Schicht am Londoner Gesellschaftsleben teilnahm. Höhepunkt des Londoner Gesellschaftslebens war die Ballsaison, die jeweils von Silvester bis zum Frühsommer währte. Von jungen Debütantinnen wurde erwartet, dass sie innerhalb von drei Ballsaisonen einen passenden Ehepartner fanden. Zu den aussichtsreichsten Kandidaten um Bells Hand zählte eine Zeit lang ihr Stiefcousin Billy Lascelles, aber Gertrude Bell verlor nach einigen Monaten ihr Interesse an ihm. Auch andere Bewerber langweilten sie. Wenige konnten sich mit ihrer Bildung messen; aufgrund ihres Aufenthaltes in Bukarest und Konstantinopel übertraf sie die meisten der in Frage kommenden Männer auch an Weltläufigkeit. Briefe an ihre Stiefmutter belegen, dass Gertrude Bell sich bewusst war, dass sie in eine gesellschaftliche Randexistenz gedrängt würde, bliebe sie unverheiratet, und dass sie unter dieser Vorstellung litt. So beneidet sie in einem Brief an ihre Stiefmutter diese um den Trost des Ehegefährten und endet den Brief in Anspielung an ein Leben als alte Jungfer mit den Worten: „es dauert lange, bis man siebzig ist, nicht wahr?“
1892 endete Gertrude Bells dritte Ballsaison. Weder hatte einer der potentiellen Kandidaten um ihre Hand angehalten, noch hatte sie jemanden gefunden, an dem sie mehr als ein flüchtiges Interesse gehabt hätte. Im Herbst 1892 begann sie Persisch zu lernen. Sie reiste im Frühjahr 1892 in Begleitung ihrer Stieftante Mary Lascelles nach Teheran, wo Frank Lascelles am Hofe von Schah Nāser ad-Din mittlerweile als britischer Botschafter akkreditiert war.

### Teheran

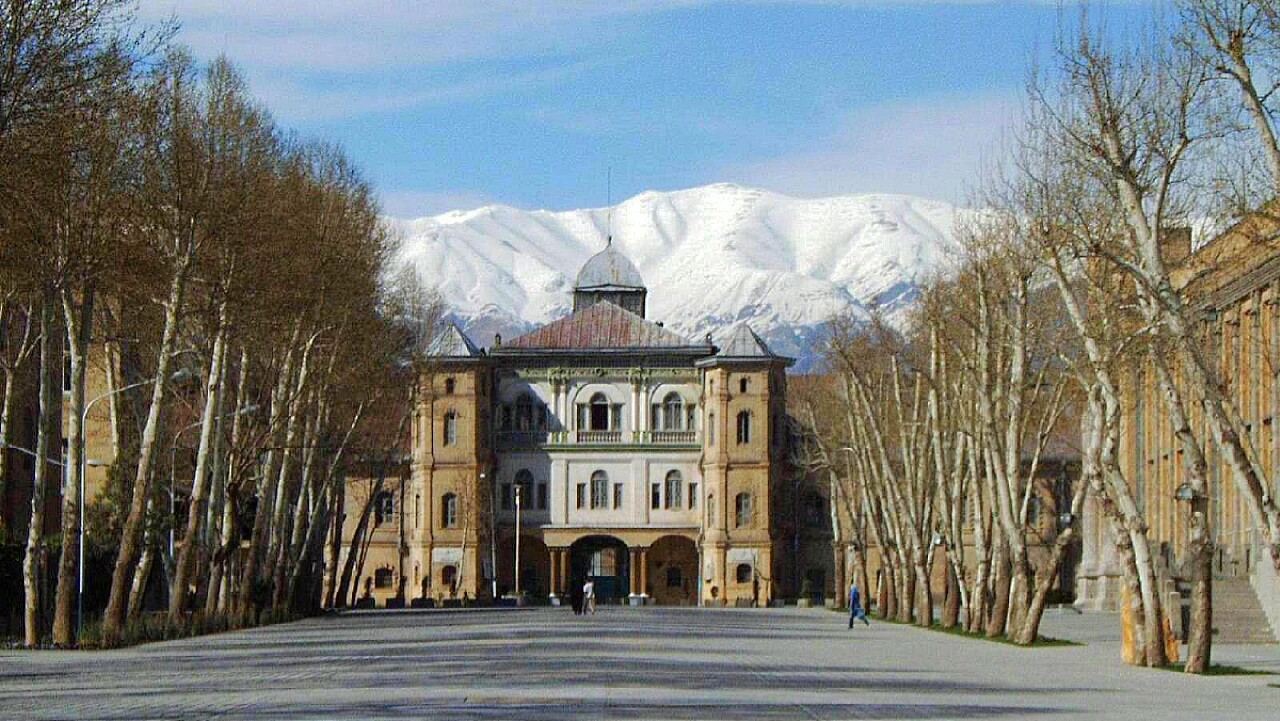
Ehemaliges Außenministerium von Teheran zur Zeit Nāser ad-Din Schahs

Sechs Monate hielt sich Bell in Teheran auf, und ähnlich wie in Bukarest zuvor nahm sie an dem umfangreichen gesellschaftlichen Leben ihrer Verwandten teil. Für das Leben der Einheimischen, ihre Gastfreundschaft sowie die sie umgebende Landschaft entwickelte Gertrude Bell eine tiefe Faszination:

„Ich habe nie gewusst, was eine Wüste ist, bis ich hierher kam. Es ist etwas ganz Wunderbares! Und plötzlich, aus dem Nichts, aus einem bisschen kalten Wasser bricht ein Garten hervor. Und was für ein Garten! Bäume, Brunnen, Becken, Rosen und ein Haus darin, Häuser, wie in unseren Kindermärchen! Besetzt mit winzigen Spiegeln in zauberhaften Mustern, blaue Fliesen, Teppich, das Plätschern fließenden Wassers, und der Brunnen. Hier sitzt der verzauberte Prinz – feierlich, würdevoll, in lange Gewänder gekleidet. Er schreitet Dir entgegen, wenn Du eintrittst, sein Haus ist Deines, sein Garten ist Deiner, sein Tee und seine Früchte – alles ist Dein. Euer Sklave von Gottes Gnaden hofft, dass die Gesundheit Eurer Hoheit gut ist? Sie ist sehr gut, dank Seiner großen Güte. Würden sich Eure Herrlichkeit zu diesem Kissen begeben? Eure Herrlichkeit setzt sich und verbringt zehn Minuten damit, mit ihrem Gastgeber blumige Komplimente auszutauschen, die ein Dolmetscher übersetzt, während Eis und Kaffee serviert werden; und danach reitest Du erfrischt, verzaubert und mit vielen Segnungen auf Deinem glücklichen Haupt nach Hause. Ach, wir kennen keine Gastfreundschaft im Westen und keine Manieren.“

Zu ihren ständigen Begleitern in Teheran zählte Henry Cadogan, einer der Mitarbeiter der britischen Botschaft. Er war intelligent und belesen, ein begeisterter Sportler und interessierte sich wie Gertrude Bell für Geschichte. Die beiden verliebten sich ineinander, und nach drei Monaten hielt er um ihre Hand an. Hugh und Florence Bell verweigerten jedoch die Zustimmung zu der Ehe. Zwar gehörte Cadogan einer britischen Adelsfamilie an, sein Vater war jedoch nahezu bankrott, und Cadogan lebte nur von seinem Gehalt als junger Diplomat. Hugh Bell hatte darüber hinaus in Erfahrung gebracht, dass Cadogan ein Spieler war und hohe Schulden hatte. Gertrude Bell beugte sich der ablehnenden Entscheidung ihrer Eltern – allerdings auch in der Hoffnung, dass Cadogan im diplomatischen Dienst hinreichend schnell Karriere machen würde, um ihr den Lebensstil zu ermöglichen, den ihr Vater für sie forderte. Sie schrieb ihrer Stiefmutter:

„Ich habe [...] keine Angst, arm zu sein oder noch warten zu müssen, obwohl mir das Warten doch schwerer fällt, als ich anfänglich gedacht habe. Zuerst ist einem nicht klar, wie sehr man sich nach der ständigen Gesellschaft des geliebten Menschen sehnt und wie gern man sich in die Sicherheit einer Ehe zurückziehen würde. Erst jetzt, wo ich gehe, wird es mir schmerzlich klar […]“

Nach sechs Monaten kehrte sie wie vereinbart nach Großbritannien zurück. In London verkürzte sie sich das Warten auf Cadogan, indem sie ihre Reiseerlebnisse in dem Buch Persian Pictures niederschrieb und ihre bis heute wegen ihrer literarischen Qualität geschätzte Übersetzung der Gedichte des persischen Dichter Hafis begann. Neun Monate nach ihrer Rückkehr aus Teheran erhielt sie ein Telegramm aus Teheran mit der Nachricht, dass Henry Cadogan nicht mehr am Leben sei. Er war bei einem Ausritt in eisiges Flusswasser gestürzt und hatte sich dabei eine Lungenentzündung zugezogen, der er wenig später erlag.

### Die Jahre bis zur Rückkehr in den Nahen Osten

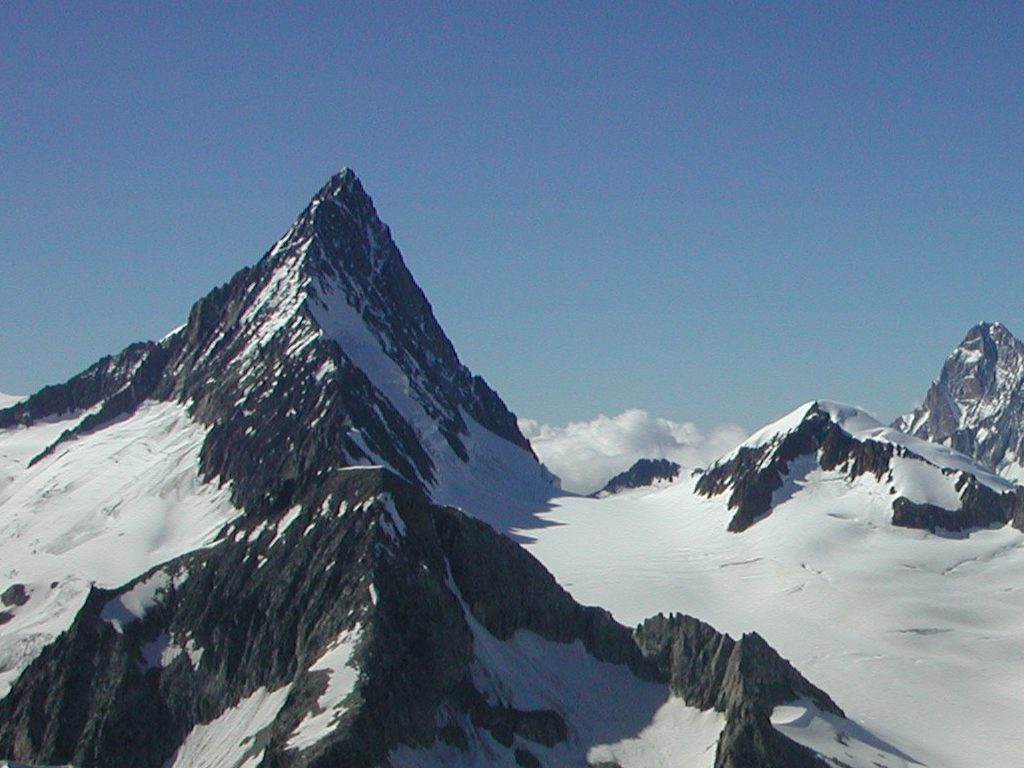
Gertrude Bell versuchte sich gemeinsam mit zwei Bergführern an der Durchsteigung der Ostwand des Finsteraarhorns. Kurz vor dem Gipfel verhinderten Vereisungen den Erfolg

Ihre Reisebeschreibung Persian Pictures erschien 1894, die Übersetzung der Hafis-Gedichte 1897. Ihre Trauer um Cadogan verarbeitete sie, indem sie in den folgenden Jahren immer wieder in Begleitung von Familienmitgliedern Europa bereiste und eine Reihe unterschiedlicher Sprachen erlernte. Als Frank Lascelles als Botschafter in Berlin akkreditiert wurde, verbrachte sie einige Monate dort und wurde unter anderem Kaiser Wilhelm II. vorgestellt. In Italien lernte sie die Archäologen David George Hogarth und Wilhelm Dörpfeld kennen. Die Begegnungen legten den Grundstein für ihre späteren archäologischen Arbeiten. Gemeinsam mit ihrem Bruder Maurice brach sie 1897 außerdem auf eine sechsmonatige Reise rund um die Welt auf, bei der sie Zwischenstation in Hongkong und Tokio machte.
Sie entdeckte das Bergsteigen für sich und entwickelte sich zu einer wagemutigen Alpinistin. Der Bericht an ihren Vater, in dem sie ihm schildert, wie sie im Rock und in Begleitung von zwei Bergführern als erste die Ostwand des Finsteraarhorns zu durchsteigen versuchte, dabei mitten in der Wand in ein Gewitter geriet und gezwungen war, auf einem winzigen, windgeschützten Felsenvorsprung zu übernachten, gehört noch heute zu den häufig zitierten Bergsteigerabenteuern. Im Berner Oberland trägt eines der Engelhörner den Namen „Gertrudspitze“, nachdem ihr zusammen mit zwei einheimischen Führern die Erstbesteigung von acht Gipfeln in dieser Bergkette gelungen war. „Eine der wenigen Berge, die den Namen einer Frau erhielten, ist die Gertrudspitze, die 1901 von der britischen Alpinistin Gertrud Bell erklommen worden war (...).“

## Tätigkeit als Reiseschriftstellerin und Archäologin (1899–1914)

### Rückkehr in den Nahen Osten
Während ihres Aufenthaltes in Teheran im Jahre 1892 hatte Gertrude Bell unter anderem den deutschen Generalkonsul und Orientalisten Friedrich Rosen und seine Frau Nina kennengelernt. Rosen hatte mit seinen Erzählungen wesentlich dazu beigetragen, Gertrude Bell für die persische und arabische Kultur zu begeistern. Als das Ehepaar nach Jerusalem versetzt wurde, ergriff Bell die Chance und besuchte das Ehepaar im Jahr 1899 für vier Monate. Sie wollte den Aufenthalt nutzen, um ihre arabischen Sprachkenntnisse zu verbessern und die Region kennenzulernen, engagierte einen Sprachlehrer und kaufte sich für ihre Ausflüge in die Umgebung ein Pferd. Rosen, der selbst die Wüste bereist hatte, half ihr, ihre ersten mehrtägigen Ausflüge zu planen, die sie meist nur von einem Diener, zwei, drei Maultiertreibern und gelegentlich von einem Soldaten als Eskorte begleitet unternahm. Rosen überzeugte sie auch davon, auf den Damensattel zu verzichten und ihre Ausritte zukünftig im bequemeren Herrensitz zu unternehmen. Ihrer Stiefmutter allerdings versicherte sie schriftlich, dass sie nach wie vor natürlich einen eleganten und schicklich geteilten Rock trage.

### Allein unterwegs

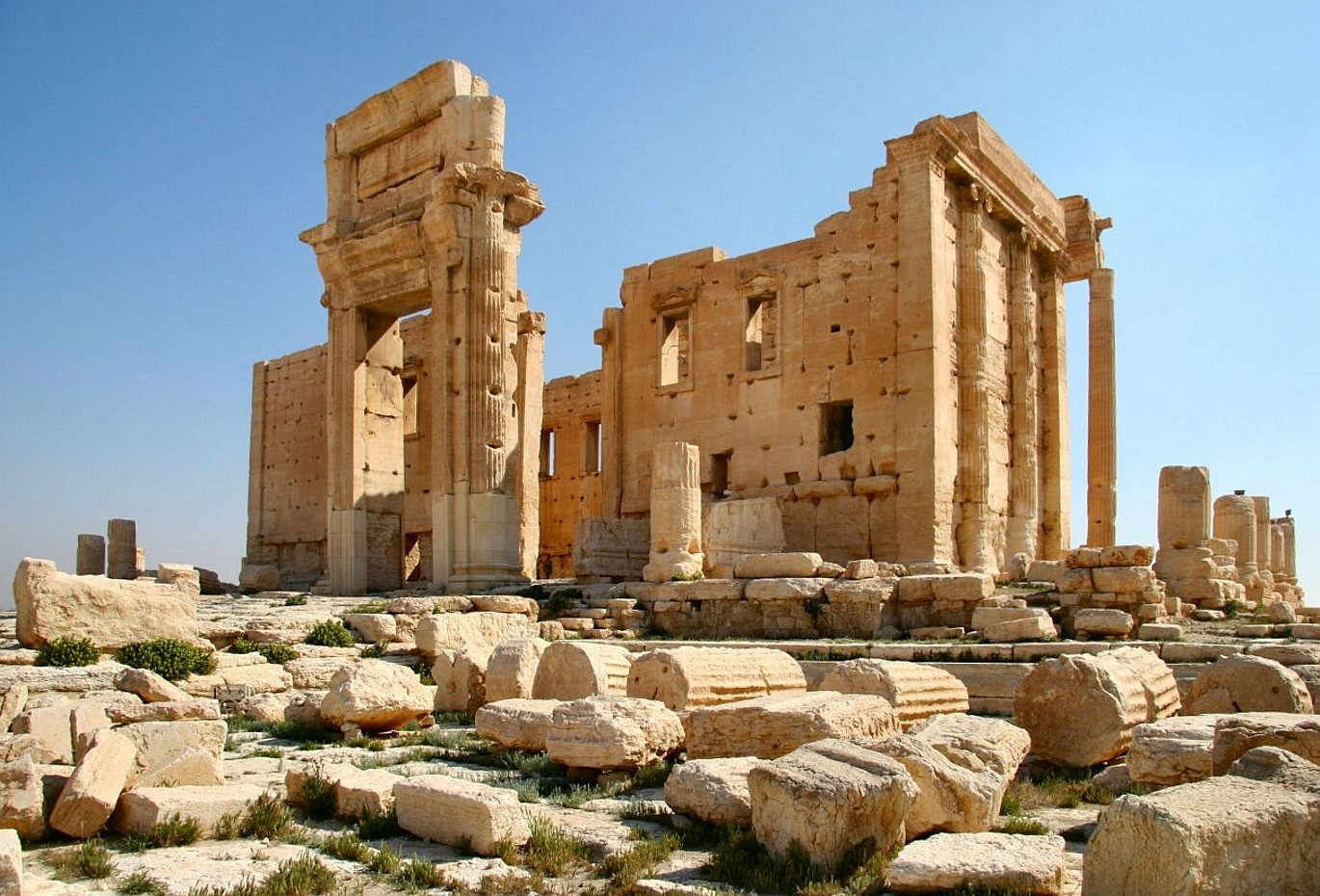
Baaltempel von Palmyra

Bereits während dieses Aufenthalts drang sie in Regionen vor, die bislang nur eine kleine Zahl westlicher Männer und noch keine europäische Frau aufgesucht hatten. Gegen den Widerstand der osmanischen Verwaltungsbeamten, die einen Kontakt zwischen ihr und den Drusen verhindern wollten, drang sie in die bislang kaum erforschte Gebirgsregion Dschabal ad-Duruz vor und ritt von dort aus bis nach Damaskus und zu den Ruinen der antiken Stadt Palmyra weiter. „Es ist manchmal ein komisches Gefühl, ganz allein draußen in der Welt zu sein, aber meistens betrachte ich es jetzt, wo ich mich dran gewöhnt habe, als eine Selbstverständlichkeit“, schrieb sie in einem ihrer Briefe nach Hause.
Charakteristisch für ihre Reiseweise war ihr ständiges Bemühen um Kontakt zu den Scheichs und Stammesführern, die sie selbstbewusst und ohne Scheu oder Zurückhaltung aufsuchte, denen sie aber stets mit ausgesuchter Höflichkeit begegnete. Aufgrund ihrer Sprachkenntnisse war sie nur selten auf einen Dolmetscher angewiesen, wenn sie mit ihnen bei Zigaretten und Kaffee Höflichkeitsfloskeln und Informationen austauschte. In ihren Briefen an ihre Verwandten und Freunde berichtet sie immer wieder ausführlich von diesen Begegnungen.
Gertrude Bell war während ihrer Reisen stets der Gefahr ausgesetzt, von räuberischen Stämmen überfallen zu werden. Bereits während ihrer ersten Ausflüge rund um Jerusalem war sie einem Raubüberfall durch Angehörige der Beni Sakhr nur entgangen, weil sie von osmanischen Soldaten eskortiert wurde. Reiste sie in Regionen, in denen die Osmanen sie duldeten, gelang es ihr nach mitunter langwierigen Verhandlungen mit den zuständigen Verwaltungsbeamten immer wieder, Soldaten als Begleitschutz zu engagieren. Viele ihrer Reisen führten sie aber in Regionen, in denen die Osmanen sie nur ungern sahen und wo man, hätte man offiziell davon Kenntnis gehabt, ihr Fortkommen behindert hätte. Die Schutzzusage der Scheichs und Stammesführer war in diesen Regionen für sie notwendig, um ungehindert und weitgehend ungefährdet reisen zu können. Hielt sie sich auf ihren späteren Reisen in der Nähe räuberischer Stämme auf, ritt sie gewöhnlich gezielt in ihr Lager, hielt vor dem größten Zelt an und betrat es im Vertrauen auf die arabische Gastfreundschaft. In den meisten Fällen hatte sie mit dieser Vorgehensweise Erfolg.
Die rothaarige und grünäugige Gertrude Bell erlangte unter den Stämmen der von ihr bereisten Regionen außerdem sehr schnell einen hohen Bekanntheitsgrad – man behandelte sie als „Mann ehrenhalber“ und sie selber hat es nach Möglichkeit stets vermieden, ein Zelt oder Haus von der Frauenseite her zu betreten. Der drusische Beg, der sie auf ihrer Reise nach Damaskus unter seinen Schutz stellte, erkundigte sich noch Wochen später nach dem Fortkommen der „Königin“, der er begegnet war. Die Beni Sakhr, deren Gebiet sie durchquert hatte, hatten ihr den Ehrentitel „Tochter der Wüste“ verliehen.

### Zurück aus dem Nahen Osten – die Jahre bis 1905
Im Sommer 1900 kehrte Gertrude Bell nach England zurück. Abgesehen von einem knapp zweimonatigen Aufenthalt in Haifa und Jerusalem 1902, wo sie sich aufhielt, um ihre Arabisch- und Persischstudien zu intensivieren, kehrte sie erst 1905 wieder für längere Zeit in den Nahen Osten zurück. Sie widmete sich in diesen Jahren ihrer Familie, intensivierte ihre Studien über den Nahen Osten und fuhr gelegentlich zum Bergsteigen in die Alpen.
Bevor sie in den Nahen Osten zurückkehrte, brach sie erneut auf eine Reise rund um die Welt auf. Ihr jüngerer Stiefbruder Hugo wollte sich einem religiösen Orden anschließen und um ihn von dieser Idee abzubringen, reiste die eher atheistisch eingestellte Gertrude Bell mit ihm im Dezember 1902 zunächst nach Indien. Dort traf sie wieder mit Valentine Chirol zusammen, den sie aus ihrer Zeit in Bukarest kannte. Sie hatte ihm, der mittlerweile Chefredakteur der Auslandsabteilung der Times war, noch während ihrer Reisen im Nahen Osten viele ihrer Aufzeichnungen zukommen lassen, die von ihm als Hintergrundinformation in Artikeln verarbeitet wurden. Er versorgte sie umgekehrt mit den neuesten politischen Entwicklungen im Nahen Osten und machte sie unter anderem mit Percy Cox bekannt, der zu diesem Zeitpunkt Konsul in Maskat war und in ihrem weiteren Leben eine erhebliche Rolle spielte. Bell plante schon seit langem, auch die Nedschd, die große arabische Wüste, zu erkunden. Die Informationen, die Cox und Chirol ihr gaben, ließen sie dieses Vorhaben jedoch noch einige Jahre aufschieben. Nach Zwischenaufenthalten in Shanghai, Seoul und Vancouver und einigen Klettertouren in den Rocky Mountains kehrte sie gemeinsam mit ihrem Stiefbruder Hugo Ende Juli 1903 nach Großbritannien zurück.
Die Begegnungen mit den Archäologen David Hogarth und Wilhelm Dörpfeld hatten bereits in den 1890er Jahren ihr Interesse an der Archäologie begründet. Nach ihrer Rückkehr von ihrer Weltumrundung begann sie dieses Gebiet ernsthafter zu studieren. Sie suchte in Paris den bekannten französisch-jüdischen Gelehrten Salomon Reinach auf, der für seine Ansicht, dass sich die Zivilisation im Osten entwickelt hatte und alle wesentlichen Entwicklungen dort ihren Ursprung hatte, die Wendung „Ex oriente lux“ geprägt hatte. Reinach war Herausgeber der angesehenen Revue archéologique, einer archäologischen Fachzeitschrift, und noch bevor sie wieder in den Nahen Osten zurückkehrte, veröffentlichte Gertrude Bell darin einen Aufsatz über die Geometrie kreuzförmiger Strukturen.

### Als Archäologin im Nahen Osten
Als Gertrude Bell am 4. Januar 1905 erneut in den Nahen Osten aufbrach, wollte sie dort vor allem byzantinische und römische Ruinen studieren. Sie hatte außerdem vor, ein Buch über die Völker und die Kultur des Nahen Ostens zu schreiben. Geplant war, dass dieses Buch auch umfangreich mit Fotografien illustriert sein sollte.
Von dem unter osmanischen Herrschaft stehenden Beirut aus reiste sie erneut durch das Gebiet der Beni Sakhr zu den Drusen, die sich im Aufstand gegen die osmanischen Oberhoheit befanden. Begleitet wurde sie von einigen wenigen Dienern und einem Führer, deren Stammeszugehörigkeit sie gelegentlich in Verlegenheit brachte. Einer ihrer Maultierführer war Druse und stand in Gefahr, im Gebiet der Beni Sakhr, die sich mit den Drusen in Blutfehde befanden, getötet zu werden. Ihr Führer in den Dschebel Drus wiederum gehörte dem Stamm der Dadscha an, und sie musste ein Abendessen mit Angehörigen der Stämme der Scherarat vorzeitig abbrechen, um einem Konflikt aus dem Weg zu gehen. Nur der Sonderstatus als europäische Frau ermöglichte ihr, relativ gefahrlos zwischen den rivalisierenden Stämmen hin und her zu reisen und einen Tag, nachdem sie mit den Beni Sakhr Zigaretten und Kaffee geteilt hatte, bei den Drusen gastfreundlich aufgenommen zu werden. Unbilden bereiteten ihr nicht nur die Stammesfehden, sondern auch das Wetter.

„Wir hatten gestern einen Teufelsritt […] Alles ging gut in den ersten drei Stunden, außer dass es so kalt war, dass ich in einem Pullover, einer Norfolk-Jacke und einem Pelzmantel ritt. Dann allerdings kamen wir in den Schnee, und es war scheußlich. Die Maultiere stürzten in Schneewehen, die Pferde bäumten sich und bockten, und wenn ich auf einem Damensattel gesessen hätte, wäre ich ein halbes Dutzend mal hinuntergefallen.“

Über Damaskus, wo man der mittlerweile in ganz Syrien bekannten Gertrude Bell mit großer Neugier begegnete, reiste sie weiter nach Kleinasien und untersuchte und fotografierte dort vor allem frühbyzantinische Kirchenruinen. Über Istanbul kehrte sie im Frühjahr 1905 wieder nach Großbritannien zurück. Die Ergebnisse ihrer Untersuchungen erschienen als Artikelserie in der Revue Archéologique. Sie schrieb außerdem Artikel und Buchrezensionen für die Londoner Times und arbeitete vor allem intensiv an ihrem Buch Am Ende des Lavastroms. Durch die Wüsten und Kulturstätten Syriens, mit dem sie im Dezember 1906 abschloss. Das Buch erwies sich als großer Erfolg. David Hogarth bezeichnete es als eine der zwölf besten Reisebeschreibungen über den Nahen Osten; positive Besprechungen erschienen sowohl in der Times als auch in The Times Literary Supplement. Die New York Times kommentierte ihr Werk mit den Worten: „Die englischen Frauen sind sonderbar. Auf der einen Seite sind sie vermutlich die größten Sklavinnen der Konventionalität. Wenn sie aber einmal damit gebrochen haben, dann richtig, so als wollten sie sich rächen.“
Zu dem Zeitpunkt im Frühjahr 1907, zu dem diese Kritiken in den Zeitungen erschienen, befand sich Bell erneut auf dem Weg nach Kleinasien. 1907 entdeckte sie in Nordsyrien ein Ruinenfeld am Ostufer des Oberlaufs des Euphrat über dem Steilhang des einstigen Flusstales. Von der Ruine erstellte sie einen Plan und beschrieb die Wallanlage: „Munbayah, wo meine Zelte aufgeschlagen waren – der arabische Name bezeichnet nur einen hochgelegenen Platz – war vermutlich das Bersiba in Ptolemäus’ Ortsnamenliste. Es besteht aus einer doppelten Umwallung, am Flussufer gelegen.“ Gemeinsam mit dem Archäologen William Mitchell Ramsay erforschte sie ausgehend von Konya die Kirchen Kleinasiens und veröffentlichte anschließend mit ihm eine in Fachkreisen vielbeachtete Studie.
1908 ließ sich Gertrude Bell zur ersten Sekretärin der britischen Anti-Suffragetten-Bewegung Women’s National Anti-Suffrage League wählen, die gegen die Einführung des Frauenwahlrechts kämpfte. Bis um 1912 war sie aktives Mitglied in dieser Bewegung. Ihre Haltung mochte darin begründet liegen, dass ihre Eltern beide gegen das Frauenwahlrecht waren und Bell der Auffassung war, dass Frauen im bestehenden System auch ohne Wahlrecht erfolgreich sein können, so wie sie selbst.

### Von Syrien über Mesopotamien im Osmanischen Reich

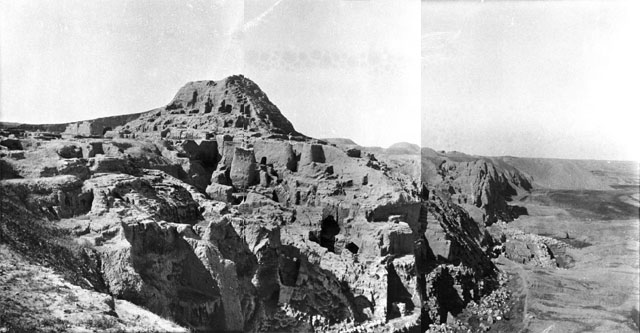
Von Bell aufgenommenes Foto der Ausgrabungen in Assur, 1909

Im Winter 1908 hatte sie daran gearbeitet, ihre Expeditionsfähigkeit zu verbessern. Bei der Royal Geographical Society in London hatte sie trainiert, Landkarten anzufertigen, Landvermessungen und astronomische Beobachtungen vorzunehmen. Die Reise sollte sie diesmal in noch nicht erforschte Gebiete der Wüste von Mesopotamien führen. Von Aleppo würde sie dazu die Syrische Wüste in Richtung Irak durchqueren, dem Flusslauf des Euphrat südwärts folgen, nach Bagdad reisen und dann dem Tigris hinauf bis ins Osmanische Reich folgen. Südlich der Stadt Hit, die bereits in der Antike wegen ihrer Ölquellen bekannt war, stieß sie auf eine riesige Ruine aus Stein und Holz, die zu diesem Zeitpunkt von noch keinem Archäologen wissenschaftlich beschrieben worden war. „Uchaidir“ nannten die Araber sie, und Bell arbeitete tagelang an der sorgfältigen Vermessung der aus dem 6. Jahrhundert stammenden Burg, die sie noch Jahre später als das schönste Beispiel sassanidischer Kunst bezeichnete. Von Bagdad aus, wo es ihr unter anderem gelang, vom religiösen Oberhaupt der Sunniten empfangen zu werden, ging ihre Reise in Richtung Norden weiter. Als sie in Istanbul anlangte, musste sie feststellen, dass ein anderer Archäologe ihr mittlerweile zuvorgekommen war. Der Franzose Massignon hatte bereits seinen Artikel über Uchaidir in der Zeitschrift Gazette des Beaux-Arts veröffentlicht. Zwar verfügte Gertrude Bell über die bessere Dokumentation der Ruine; der Ruhm der wissenschaftlichen Erstbeschreibung ging jedoch an Massignon.
In England arbeitete sie achtzehn Monate an dem Buch Amurath to Amurath, in dem sie ihre Reiseeindrücke und archäologischen Funde schilderte. Die Rezensionen des Buches waren weniger begeistert als die für ihr erstes. Kaum war das Werk erschienen, begab Bell sich erneut nach Syrien. Das Reisen in dieser Region war für sie mittlerweile zur Selbstverständlichkeit geworden: „[Wir haben] die Syrische Wüste überquert, als ob es die Hochstraße des Sultans gewesen wären“, schrieb sie im Februar 1911 in einem ihrer Briefe. Im Mai 1911 begegnete sie erstmals dem damals 23-jährigen T. E. Lawrence, zu dem Zeitpunkt noch ein unbedeutender Spezialist für mittelalterliche Töpferkunst, der gemeinsam mit Reginald Campbell Thompson den bekannten Archäologen David Hogarth bei seinen Ausgrabungen der alten Hethiter-Metropole Karkemisch unterstützte. Thompson und Lawrence hatten der Begegnung mit der mittlerweile berühmten und für ihr scharfes Urteil bekannten Gertrude Bell mit gemischten Gefühlen entgegengesehen. Wie Lawrence aber in einem Brief an seine Mutter berichtete, gelang es ihnen, sie mit ihren Ausgrabungserfolgen zu beeindrucken.

### Richard Doughty-Wylie
Während die mittlerweile über vierzigjährige Gertrude Bell 1911 und 1912 an einem Buch über die Ruine von Uchaidir arbeitete, begann sich die Krise auf dem Balkan zu verschärfen. Der Erste Balkankrieg im Jahr 1912 führte dazu, dass das Osmanische Reich nach vier schweren militärischen Niederlagen seinen Einfluss auf Serbien, Griechenland, Bulgarien und Montenegro verlor. In einem Brief an Valentine Chirol prophezeite Gertrude Bell richtig, dass in den nächsten Jahren das Osmanische Reich auch in Asien zusammenbrechen und selbständige arabische Staaten entstehen würden.
Auch privat erlebte Gertrude Bell große Umbrüche. Sie war 1909 in Konya erstmals Major Charles Doughty-Wylie und seiner Frau Judith begegnet. Der Major, der von seinen Freunden Richard genannt wurde, amtierte dort als britischer Konsul. 1912 begegneten sie sich erneut, als Richard Doughty-Wylie für das Rote Kreuz die Hilfsmaßnahmen für die Opfer des Ersten Balkankrieges organisierte. Im Frühjahr 1913 intensivierte sich die Bekanntschaft und Bell fühlte sich immer stärker zu Doughty-Wylie hingezogen. Dieser erwiderte ihre Gefühle, eine Scheidung von seiner Frau hätte für ihn jedoch das berufliche Aus bedeutet. Zwischen den beiden begann jedoch ein leidenschaftlicher Briefwechsel, der sich auch fortsetzte, als Bell im November 1913 von Damaskus aus die wahrscheinlich schwierigste Reise ihres Lebens unternahm.

### Die Reise nach Ha'il
Eine Reise von Damaskus aus über Bajir nach Ha'il ins Hauptquartier von Ibn Raschid war ihr Wunschtraum seit Jahren. Sie hatte die Realisierung des Plans jedoch immer wieder aufschieben müssen, weil der von den Briten unterstützte Ibn Saud und seine Stammesangehörigen sich im Krieg miteinander befanden. Für den Weg von Damaskus nach Ha'il würde sie etwa drei Monate benötigen. Räuberbanden trieben in der Wüste ihr Unwesen, die nicht einmal die Angehörigen ihres eigenen Stammes schonten und bei denen das Schutzversprechen eines Scheichs vermutlich wertlos war. Um kein Bargeld während dieser gefährlichen Reise mit sich zu führen, erwarb sie alle notwendigen Vorräte für den ersten Teil der Reise in Damaskus und ließ sich von einem Gewährsmann Ibn Raschids einen Kreditbrief ausstellen, den sie in Ha'il gegen 200 Pfund einlösen konnte.
Die Reise, zu der sie im Dezember 1913 aufbrach, begann bereits unter einem schlechten Stern. Sie hatten Damaskus kaum eine Woche verlassen, als ihre Karawane von einer Gruppe von Gebirgsdrusen überfallen wurde, die ihnen alle Waffen raubten. Gertrude Bell hätte nach Damaskus zurückkehren müssen, hätten zwei hinzukommende Scheichs der Drusen nicht ihren Karawanenführer erkannt. Bei Kaffee und Zigaretten und gegen Zahlung eines Bakschischs gelang es Gertrude Bell, die Scheichs zu überreden, die Waffen wieder der Karawane auszuhändigen. Kurze Zeit später wurde sie von osmanischen Soldaten gestellt, die ihre Weiterreise aufhalten wollten. Während sie immer tiefer in die Wüste hineinritt, war sie der Gegenstand diplomatischer Bemühungen geworden. Die osmanische Regierung hatte sich an Louis Mallet, den britischen Botschafter in Konstantinopel mit der Bitte gewandt, Gertrude Bell von ihrer Reise nach Zentralarabien abzuhalten. Auch Mallet persönlich hielt ihre Reise für zu gefährlich, da die Auseinandersetzung der von Ibn Raschid und Ibn Saud geführten Stämme wieder zugenommen hatte. Er ließ sie wissen, dass die britische Regierung keinerlei Schritte unternehmen werde, wenn ihr auf der Reise etwas geschehen würde. Gegenüber der osmanischen Regierung musste Gertrude Bell erklären, dass sie auf eigene Gefahr reiste. Erst dann ließen die Soldaten sie weiterziehen. In dem Tagebuch, das sie für Richard Doughty-Wylie zu führen begann, hielt sie über das Reisen auf eigene Gefahr nüchtern fest:

„Dieser Preis ist in Wahrheit nicht hoch, denn die Osmanen könnten ohnehin in keinem Fall für mich verantwortlich gemacht werden, da ich ohne Wache reise, und britischer Schutz ist in diesen Wüsten nicht viel. Wenn es sich meine Mitbewohner hier in den Kopf setzen, mich auszurauben, glaube ich nicht, dass irgendein Diplomat eine Armee schicken würde, um meinen Besitz zurückzuerobern.“

Bei dem Stamm der Howeitat gelang es ihr, Beziehungen zu Muhammad, dem Bruder des obersten Anführers Auda ibu Tayi, zu knüpfen. Er sicherte ihr nicht nur Schutz zu, sondern begleitete sie auch ein Stück ihres langen Weges nach Ha'il. Schlechtere Erfahrungen mit der arabischen Gastfreundschaft machte sie mit Scheich Saijah, der trotz des geteilten Kaffees und der gemeinsam verzehrten Datteln ihr Gepäck durchwühlte und gegenüber ihren Dienern mit ihrer geplanten Ermordung prahlte. Er ließ sie schließlich ziehen, nachdem sie ihm ihr Fernglas und ihre Pistole überließ.

### Der unfreiwillige Aufenthalt in Ha'il
Am 24. Februar 1914 traf sie in Ha'il ein, der alten Zwischenstation auf der Weihrauchstraße und dem Hauptsitz der Raschid-Familie, den Führern des Stammes der Schammar. Seit langem befanden sie sich in Blutfehde mit den Saudis. Ibn Raschid, der sechzehnjährige Emir, befand sich auf Raubzug, als sie eintraf. Auch hier machte sie schlechte Erfahrungen mit arabischer Gastfreundschaft. Sie wartete vor den Toren der Stadt, bis ihre Diener ihre Ankunft verkündet und ihre Geschenke überbracht hatten.
Sklaven geleiteten sie in den Roschan, die Empfangshalle des Palastes. Dort wurde sie von der Hausverwalterin und einer der Frauen aus dem Harem des verstorbenen Emir Muhammad Ibn Raschid begrüßt, die sie aushorchten. Kurze Zeit später traf auch der Onkel des herrschenden Emirs ein und empfahl ihr, den Roschan erst wieder zu verlassen, wenn man sie in die Stadt einlade. Ihr Kommen habe bei den religiösen Führern großen Unwillen erregt. Neun Tage ließ man sie einer Gefangenen gleich im Roschan, der Empfangshalle des Palastes, warten, während sie immer beharrlicher auf die Einlösung ihres Kreditbriefes bestand. Man vertröstete sie immer wieder auf die Rückkehr des Emirs, den man in einem Monat zurückerwartete. Das einzige, was ihr an finanziellen Mitteln noch zur Verfügung stand, war das, was ihre Diener aus dem Verkauf einiger der Kamele ihrer Karawane erzielen konnten.
Die Wende brachte erst ein äußerst brüskes Gespräch mit Said, dem Haupteunuchen. Am Abend brachte man ihr ihre Kamele und Said einen Beutel mit Gold, der dem Wert ihres Kreditbriefes entsprach. Man erlaubte ihr sogar, die Stadt und den Palast bei Tag zu besichtigen und zu fotografieren. Als sie wenig später ihre Erlebnisse in ihrem Tagebuch festhielt, prophezeite sie auch diesmal richtig: „Ich glaube, die Raschids gehen ihrem Ende entgegen. Nicht ein erwachsener Mann ihres Hauses ist am Leben geblieben – der Emir ist erst sechzehn oder siebzehn, und alle anderen sind kleine Kinder, so grausam ist die Familienfehde. Ich würde sagen, dass die Zukunft bei Ibn Saud liegt.“ Die Überquerung der Nefud, wo sich schiitische Stämme mit den Osmanen kriegerische Auseinandersetzungen lieferten, verlief ereignislos. Entgegen ihrem ursprünglichen Vorhaben wagte sie nicht, weiter nach Süden vorzustoßen und dort auch Ibn Saud zu treffen. Sie kehrte stattdessen über Kerbela nach Bagdad zurück. Dort hielt sie sich bis Ende April 1914 auf und reiste dann nach Damaskus weiter. Auf dem Weg dahin kehrte sie in den Zelten des Fahad Bei ibn Hadhdhal ein, einem der obersten Scheichs der Anaseh. Er galt als brutal und skrupellos; ihr gelang es jedoch, sein Vertrauen zu erobern, und er stellte ihr stolz seine jüngste Frau und seine Kinder vor. Auch er erwies sich später im Aufstand gegen die Osmanen als einer der wichtigsten Verbündeten.
In Konstantinopel machte sie Zwischenhalt, um sich dort mit dem britischen Gesandten Louis Mallet zu treffen. Er hatte ihr zwar zuvor den Schutz der britischen Regierung verweigert, die Informationen, die sie von ihrer Reise über die Präsenz und den Einfluss der Osmanen in dieser Region, die Schwäche der Raschid-Familie und die mögliche Bereitschaft der Anaseh, sich in einem Aufstand gegen die Osmanen mit Ibn Saud zu verbünden, mitbrachte, hielt er jedoch für äußerst wichtig. In einem Telegramm an den britischen Außenminister Sir Edward Grey hielt er das Gespräch mit ihr fest.
Ende Mai 1914 traf Gertrude Bell wieder in London ein. Die National Geographic Society zeichnete sie für ihre kühne Reise mit einer Goldmedaille aus.

## Tätigkeit während des Ersten Weltkrieges (1914–1918)

### Beginn des Ersten Weltkrieges

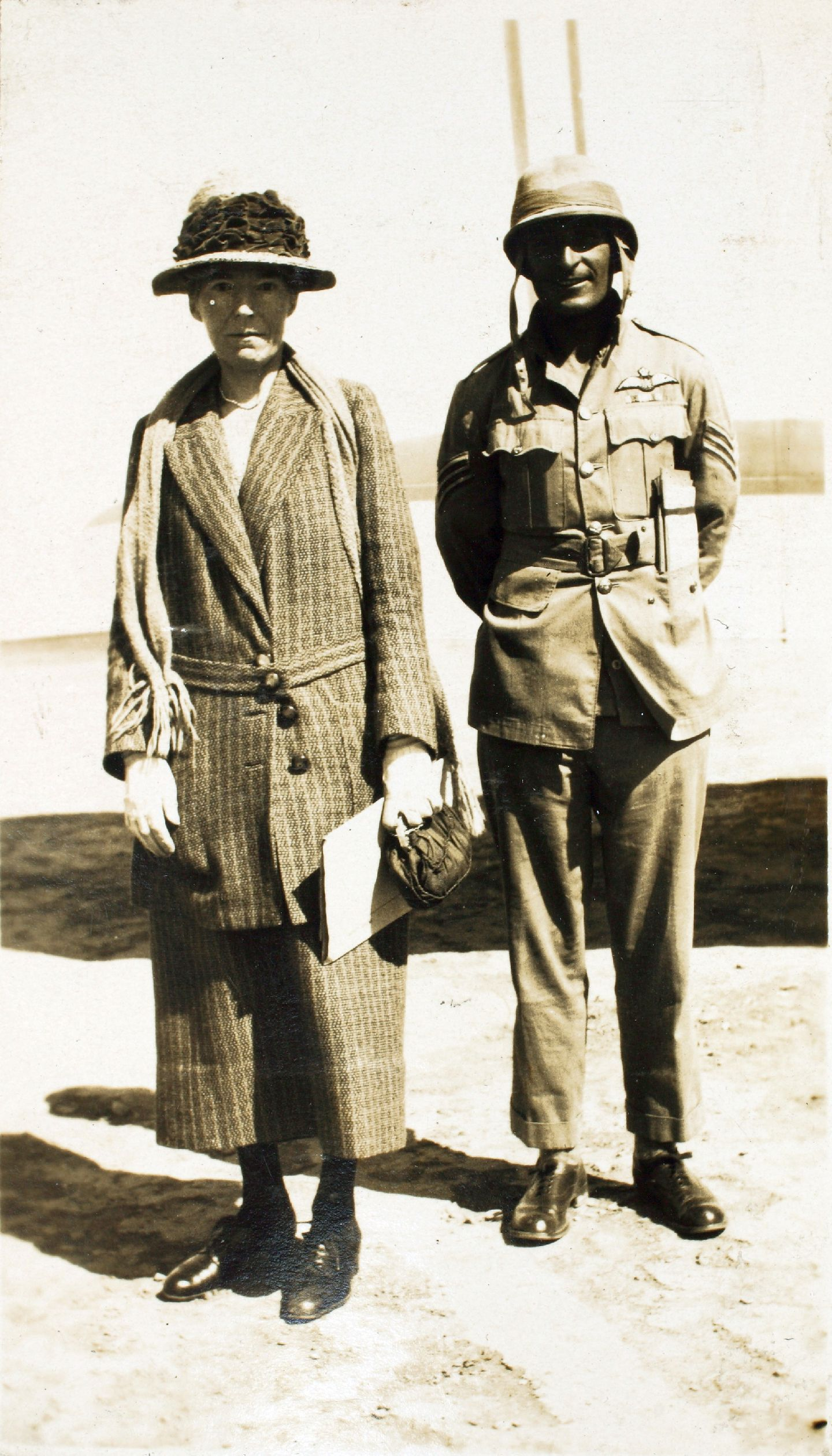
Sgt. Reeves. A.F.M. und Gertrude Bell

Wenige Wochen später brach der Erste Weltkrieg aus. Das Osmanische Reich verbündete sich mit dem Deutschen Reich und war damit auch Großbritanniens Kriegsgegner. Die Briten sahen ihren Weg nach Indien und ihren Zugang zu den persischen Ölfeldern gefährdet. Gertrude Bell mit ihren intimen Kenntnissen Nordarabiens und der dort lebenden Menschen war nun plötzlich eine gefragte Quelle, um die geeignete britische Taktik zu bestimmen. Man bat sie um einen Bericht über ihre Erfahrungen. Sie empfahl Ibn Saud als Bundesgenossen der Briten, berichtete von der geringen Wertschätzung, die die Osmanen auf der arabischen Halbinsel genossen, und verwies auf die Möglichkeit einer arabischen Revolte gegen die Osmanen. Sie selber wäre bereits 1914 gerne wieder in den Nahen Osten gereist; ihre Regierung untersagte dies jedoch.
Wie viele andere britische Frauen hatte sie sich freiwillig gemeldet, die Kriegsanstrengungen ihres Heimatlandes zu unterstützen. Sie arbeitete zunächst in Frankreich für das Rote Kreuz, von wo aus sie die Familien vermisster Soldaten betreute und herauszufinden versuchte, ob die Vermissten sich im Lazarett befanden oder gefallen waren. Wenig später übernahm sie die Leitung dieses Büros in London. Vier Tage lang konnte sie in London mit Charles Doughty-Wylie zusammentreffen und tauschte anschließend mit ihm leidenschaftliche Briefe aus, während er sich auf dem Weg zur Front in die Dardanellen befand. Am 1. Mai 1915 erfuhr sie auf einer Abendgesellschaft, dass sein Expeditionskorps bei der Landung auf Gallipoli mit Maschinengewehrfeuer belegt worden und Doughty-Wylie gefallen war.

### In Kairo
Ihr alter Bekannter David Hogarth führte seit Ausbruch des Krieges in Kairo eine kleine Abteilung des militärischen Geheimdienstes. Dieser hatte sich in seiner Informationsbeschaffung zunächst darauf konzentriert, Details über die osmanische Armee zu gewinnen, die in den Dardanellen stationiert war. Als nach dem Debakel von Gallipoli der Geheimdienst sein Interesse Mesopotamien, Arabien und dem Golf zuwandte, konnte Hogarth seine Vorgesetzten davon überzeugen, auch Gertrude Bell als inoffizielle Mitarbeiterin zu rekrutieren. Im November 1915 brach sie nach Kairo auf. Sie war froh, London zu verlassen, wo nur wenige von ihrer engen Beziehung zu Doughty-Wylie wussten und sie mit kaum jemandem ihre Trauer über seinen Tod teilen konnte.
Hauptquartier des britischen Militärs in Kairo war das Hotel „Savoy“ und dort war auch der militärische Geheimdienst untergebracht. Auf das Auftauchen einer Frau in ihren Reihen waren die britischen Militärs nicht gefasst, und viele reagierten eisig und irritiert über ihr Kommen. Die meisten ihrer unmittelbaren Kollegen kannte sie jedoch von ihren Reisen. Sie waren wie David Hogarth und T. E. Lawrence Archäologen und Historiker, hatten wie Philip Graves als Journalisten in dieser Region gearbeitet oder sich als Wissenschaftler intensiv mit dem Nahen Osten auseinandergesetzt. Gertrude Bell war unter ihnen diejenige, die sich am besten mit den Stämmen im Irak, am Golf und in der Nedschd auskannte. Sie war auch die letzte Europäerin gewesen, die in dieser Region gereist war und damit aus erster Hand Informationen über das Denken der dort ansässigen Stämme hatte.
Die Idee eines arabischen Aufstandes gegen die Osmanen war seit dem Balkankrieg immer wieder diskutiert worden. Der Plan war jedoch mit einer Reihe von Unwägbarkeiten verbunden; die Völker des Nahen Osten waren vielfältig miteinander zerstritten; es war nicht auszuschließen, dass sich die Mehrzahl der arabischen Stämme dafür entschied, in den militärischen Auseinandersetzungen des Ersten Weltkrieges zunächst ihren osmanischen Glaubensbrüdern beizustehen. Selbst ein „heiliger Krieg“ gegen die „Ungläubigen“ war nicht auszuschließen. Sollte eine Revolte der Araber gegen die Osmanen die Kriegsanstrengungen der Briten unterstützen, so musste man die geeigneten arabischen Führungspersönlichkeiten finden, die in der Lage waren, die Mehrzahl der Araber hinter sich zu vereinen. Dazu musste man auch das Beziehungsgeflecht der Stämme untereinander verstehen. Während T. E. Lawrence alles zusammentrug, was sich über Eisenbahnen, Truppenbewegungen, die verfügbare Anzahl von Pferden und Kamelen und die Beschaffenheit des Landes finden ließ, arbeitete Gertrude Bell an der Katalogisierung der einzelnen Clans. Den Briten gelang es sehr bald, Scherif Hussein auf ihre Seite zu ziehen. Bell war der Ansicht, dass die Unterstützung Ibn Sauds für eine erfolgreiche Revolte ebenso notwendig war. Ihre Ansicht wurde auch von anderen geteilt, und so gelangte auch Ibn Saud auf die Lohnliste der Briten.

### Britische Interessen in Mesopotamien
Bereits im Oktober 1914 waren britische Truppen in der Nähe von Basra gelandet und im November waren die Stadt und die Provinz Basra in britischer Hand. Von Basra ausgehend würden die Briten bis Ende 1918 auch die mesopotamischen Provinzen Mosul und Bagdad erobern. Welche politische Zukunft die von den Osmanen eroberten mesopotamischen Provinzen haben und welche Rolle die Briten dabei einnehmen würden, wurde unter den britischen Entscheidungsträgern seit den ersten Eroberungen 1914 diskutiert. Indien war das Beispiel einer direkten britischen Machtausübung und die einflussreiche britische Administration in Indien plädierte für ein ähnliches Vorgehen im Nahen Osten. Ägypten bewies, dass britische Interessen auch durch eine indirekte Einflussnahme verfolgt werden konnten. Das britische Arabische Büro in Kairo plante entsprechend ein arabisches Königreich, das sich von Arabien bis nach Mesopotamien erstrecken sollte. Dieses arabische Königreich würde zwar ebenfalls zur britischen Einflusssphäre gehören, aber der Einfluss würde indirekt ausgeübt werden. Die unterschiedlichen Sichtweisen führten zu massiven Spannungen zwischen der britischen Administration in Kairo und Indien, die die Zusammenarbeit zunehmend erschwerten. Der indische Vizekönig Charles Hardinge stand den Plänen eines arabischen Königreiches besonders ablehnend gegenüber, da es aus seiner Sicht noch nie einen Zusammenhalt zwischen den arabischen Stämmen gegeben hatte und darum ein unabhängiger arabischer Staat keinen Bestand haben würde. Der Erfolg des arabischen Aufstands, der vor allem über das Büro in Kairo organisiert wurde, war jedoch auf eine Unterstützung Hardinges mit Truppen und Waffen angewiesen. Auf Wunsch General Claytons reiste Gertrude Bell an Bord eines Truppentransporters nach Indien, um nach Möglichkeit Hardinge die Sichtweisen des Büros in Kairo nahezubringen. Es war keine offizielle Mission, aber Clayton konnte sicher sein, dass sich der indische Vizekönig die Zeit nehmen würde, Bell anzuhören. Ihr langjähriger Briefpartner Chirol war ein enger Freund von Hardinge und hielt sich gerade in Indien auf. Ihre soziale Herkunft und der Einfluss ihrer Familie stellten gleichermaßen sicher, dass sie während ihres Aufenthalts Hardinge begegnen würde. Bell wertete ihren Besuch in den Briefen an ihre Familie als Erfolg; Hardinge hatte sie nicht nur direkt nach ihrer Ankunft persönlich aufgesucht, sie hatte auch die Gelegenheit genutzt, sich mit Mitarbeitern des britisch-indischen Geheimdienstes auszutauschen und sich durch eine Reihe derer Geheimdossiers zu arbeiten. Ende Februar 1916 reiste sie auf Wunsch Hardinges nach Basra, um dort inoffiziell die Funktion eines Verbindungsoffizieres zwischen dem britischen Geheimdienst in Kairo und dem Geheimdienst in Delhi zu übernehmen.

### In Basra

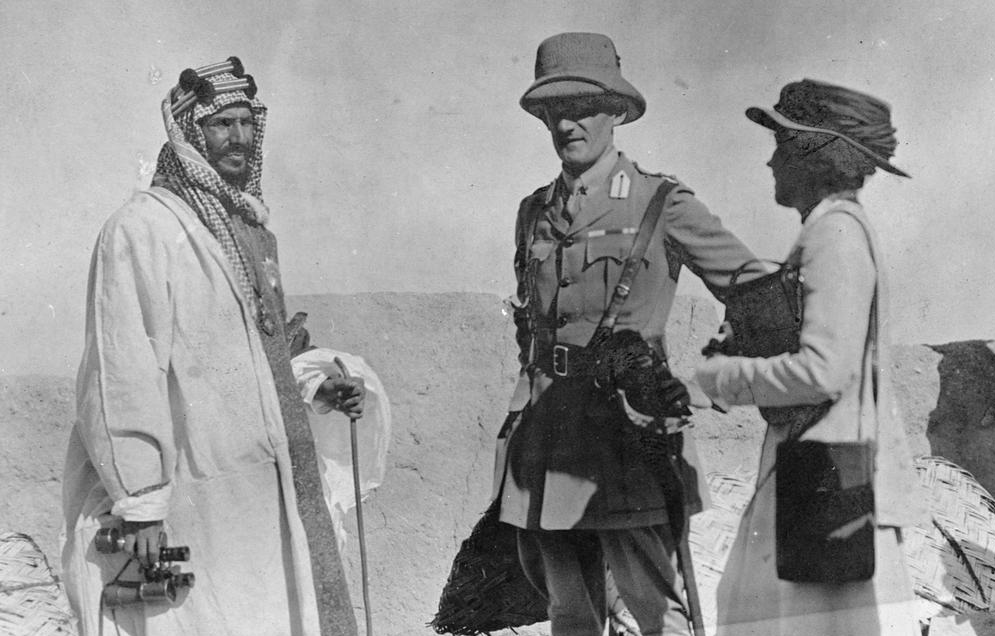
Während der Arabischen Revolte: Gertrude Bell bei einem Treffen mit dem späteren König Ibn Saud und dem Oberbefehlshaber der Briten in Basra, Sir Percy Cox, 1916

Die britischen Truppen in Mesopotamien standen einer Bevölkerung gegenüber, die der Ablösung der osmanischen Oberherrschaft durch einen wie auch immer ausgestalteten britischen Einfluss zögerlich gegenüberstand. Zwischen der Hafenstadt Basra und Großbritannien bestanden seit mehr als einem halben Jahrhundert intensive Handelsbeziehungen; die Ablösung der Osmanen durch eine britische Oberherrschaft traf hier auf verhältnismäßig geringen Widerstand. Weiter im Inland war der osmanische Aufruf eines Dschihad gegen die britischen Ungläubigen zwar auf geringe Resonanz gestoßen, vielen Scheichs und hochgestellte arabischen Persönlichkeiten fiel der Wechsel auf die britische Seite jedoch schwer. Die britischen Truppen waren bei ihrem weiteren Vordringen in Richtung Bagdad und Mosul jedoch auf ihre Unterstützung angewiesen. Landkarten fehlten entweder ganz oder waren mangelhaft; ohne ortskundige Führer und Versorgung mit Lebensmittel durch die dort ansässigen Stämme war ein militärischer Erfolg fraglich. Die dramatische Niederlage britischer Truppen bei Kut im April 1916 unterstrich dies deutlich.
Wie zuvor in Kairo traf Gertrude Bell auch in Basra auf eine weitgehende Ablehnung seitens der britischen Militärs. Bells inoffizieller Status bedingte, dass sie darauf angewiesen war, sich die Wertschätzung der Militärs zu erarbeiten – ihre Ortskenntnisse, ihr Wissen über und ihre Beziehungen zu den mehr als fünfzig unterschiedlichen Stämmen zwischen Basra und Bagdad stellten jedoch sicher, dass die britischen Generäle ihr zumindest Arbeitsräume zur Verfügung stellten. Ähnlich wie in Kairo waren es neben Percy Cox nur einzelne Militärs, die eng mit ihr zusammenarbeiteten. Trotz ihrer weitgehenden Isolierung und der Versuche des britischen Büros in Kairo, Bell zur Rückkehr nach Kairo zu bewegen, bevorzugte sie es, in Basra zu bleiben. Basra bot ihr anders als Kairo mehr Möglichkeiten, direkt mit den Einheimischen Kontakt aufzunehmen. Darüber hinaus hatte ihre zunehmende Unzufriedenheit mit ihrem inoffiziellen Status Wirkung gezeigt. Bell wurde Mitglied des politischen Stabes von Cox, war nun offiziell Verbindungsoffizier mit dem Rang eines Major und gehörte dem Indischen Expeditionskorps D an. Sie beaufsichtigte St. John Philby und wies ihn in die Feinheiten des politischen Manövrierens hinter den Kulissen ein. Wenige Monate später verlieh Percy Cox ihr auch noch den Titel einer „Orientsekretärin“, eine Schlüsselposition beim Geheimdienst.

### Bagdad – die neue Heimat
Im März 1917 eroberten britische Truppen Bagdad und Gertrude Bell verlegte ihr Büro von Basra nach Bagdad. Bis zu ihrem Tod im Jahr 1926 blieb die Stadt ihr Lebensmittelpunkt.
Bells Arbeit in Bagdad war zunächst die klassische Arbeit eines Geheimdienstmitarbeiters: Informationen sammeln, sie auf ihre Richtigkeit bewerten und interpretieren, sie verdichten und weiterleiten. Aus heutiger Sicht ist es schwierig zu beurteilen, ob sie als Frau behindert wurde oder ob der Sonderstatus, den sie deswegen einnehmen konnte, ihr förderlich war. In der Regel wurde sie als „Mann ehrenhalber“ behandelt und fand auch Einlass bei höchsten moslemischen Würdenträgern. In jedem Fall besaßen wenige so aktuelle Kenntnisse über die Beziehungen zwischen den einzelnen Stämmen, über ihre politischen Rivalitäten und ihre Absichten wie sie und wenige waren in der Lage, einzelne Stammesführer so maßgeblich zu beeinflussen. In Anerkennung ihrer Verdienste wurde ihr bereits im Oktober 1917 die Auszeichnung eines „Commander of the British Empire“ verliehen. David Hogarth, für den sie in Kairo gearbeitet hatte, hat später darauf hingewiesen, dass ihre Informationen wesentlich zum Gelingen des arabischen Aufstandes 1917 und 1918 beigetragen haben. Auch die Überprüfung der Grenzziehung des zukünftigen Staates Irak wurde ihr wegen ihrer genauen Landeskenntnisse vom britischen Außenministerium übertragen.

## Politische Tätigkeit in Bagdad (1918–1926)

### Politische Neuordnung des Irak
1918 wurde A. T. Wilson zum amtierenden Zivilkommissar des Irak ernannt, während Bells Förderer und Unterstützer Cox nach Teheran versetzt wurde. Wilson war Anhänger einer direkten britischen Herrschaftsausübung. Bell, die nach wie vor die Position einer Orientsekretärin innehatte, vertrat dagegen zunehmend die Auffassung, dass wegen der Stärke der arabischen Nationalbewegung die langfristige politische Lösung für den Irak in der Einsetzung eines arabischen Fürsten als Herrscher lag. Nach ihrer Auffassung bestand Großbritanniens Aufgabe vor allem darin, Irak auf eine Selbstherrschaft vorzubereiten und zu begleiten. Diese unterschiedlichen Auffassungen führten zu einem starken Zerwürfnis zwischen Wilson und Bell. Wilson nahm ihr außerdem übel, dass sie aufgrund ihrer Verbindungen ihre Sichtweise an ihm vorbei nach London übermitteln konnte. Bell behielt zwar ihren Posten als Orientsekretärin, Wilson beschnitt ihre Befugnisse aber weitgehend.
Die Ereignisse der kommenden Jahre sollten Gertrude Bell allerdings Recht geben. Im Irak begann sich zunehmend Widerstand gegen die britische Militärbesatzung zu formieren. Dieser Widerstand nahm noch zu, als im April 1920 in der Konferenz von Sanremo Großbritannien das Mandat über den Irak zugesprochen wurde und zumindest denkbar erschien, dass das Land in das Britische Imperium integriert werden sollte. Von Juni bis Oktober 1920 kam es zu bewaffneten Aufständen, bei denen etwa 6000 Iraker und 500 britische Soldaten den Tod fanden. Die Motive der einzelnen beteiligten Stämme waren überaus unterschiedlich – die Wahrung politischer und wirtschaftlicher Autonomie spielten dabei ebenso eine Rolle wie religiöse Motive. Die Kosten des Aufstands und seiner Unterdrückung führten der britischen Regierung in Großbritannien jedoch auch die Kosten einer direkten Machtausübung deutlich vor Augen.

### Ein Land auf dem Weg in die Autonomie
Die Amtszeit Wilsons endete im September 1920, im Oktober kehrte Cox als Hochkommissar nach Bagdad zurück und Bell erhielt ihre alten Befugnisse als Orientsekretärin zurück. Cox begann unmittelbar mit der Bildung einer provisorischen arabischen Regierung, die die ersten allgemeinen Wahlen im Irak vorbereiten und abhalten sollte. Bell, die zukünftig als Verbindungsglied zwischen dem Hochkommissar und der arabischen Regierung fungieren sollte, unterstützte und beriet Cox in der Auswahl geeigneter Regierungsmitglieder. Bei der Auswahl achtete man darauf, dass in der Regierung Vertreter aus allen drei Provinzen gleichermaßen vertreten waren. Die Übergangsregierung bestand allerdings überwiegend aus Sunniten, obwohl die Mehrheit der Bevölkerung Schiiten waren. Aus heutiger Sicht wurden damit die Herrschaftsstrukturen im Irak langfristig festgelegt. Dies wird gelegentlich als eine Ursache der späteren Probleme des Iraks gewertet. Wie der Historiker Charles Tripp zeigte, verfügten nur die Sunniten, die bereits unter den Osmanen die Verwaltung des Landes gestellt hatten, über ausreichend administrative Erfahrungen. Ein weiteres Problem war die Grenzziehung des Königreichs Irak, wobei sowohl die Zugehörigkeit beziehungsweise die ursprünglich vorgesehene Autonomie der kurdisch besiedelten Gebiete im Norden als auch die Grenze zum Machtbereich Ibn Sauds im Süden festgelegt werden mussten. Bei diesen politischen Problemen war Gertrude Bell als genaue Kennerin des Landes intensiv an den Verhandlungen beteiligt und bemühte sich, durch gründliche Recherchen bei Einheimischen eine sinnvolle Grenzlinie zu ermitteln.
Im Januar 1921 erschien außerdem Gertrude Bells Bericht Review of the Civil Administration of Mesopotamia, den sie im Auftrag des India Office als Weißbuch für die beiden Häuser des britischen Parlamentes verfasst hatte und der die Entwicklungen in Mesopotamien in den letzten Jahren zusammenfasste. Die Presse reagierte positiv auf ihre Arbeit, widmete aber viel Raum der Tatsache, dass eine Frau die Autorin des Berichtes war. In einem Brief an ihre Familie in Großbritannien kommentierte sie verärgert:

„Die Presse scheint es ganz allgemein höchst bemerkenswert zu finden, dass ein Hund auf den Hinterbeinen stehen kann – das heißt, dass ein weibliches Wesen einen Informationsbericht zu Händen der Regierung schreibt. Ich hoffe, dass sie von ihrer albernen Verwunderung ablassen und dem Bericht selbst Aufmerksamkeit schenken, damit er ihnen begreifen hilft, was in Mesopotamien vorgeht.“

Dennoch überzeugte Bell mit ihrer Argumentation nicht nur Percy Cox, sondern auch die Teilnehmer der im März stattfindenden Konferenz von Kairo, die Faisal, den Sohn des Scherifen Hussein ibn Ali, als König des Irak einsetzten. Seine Krönung erfolgte am 23. August, das Land blieb aber weiterhin vom Vereinigten Königreich abhängig. Bell hatte den von der arabischen Halbinsel stammenden Faisal bereits 1920 als Thronkandidat im Blick gehabt, durch den sie die indirekte Herrschaft Großbritanniens über die Region sichern wollte:

„Ich habe keinen Zweifel, daß es uns am besten anstünde und unendliche Komplikationen vermiede, wenn die Regierung den Job Faysal anbieten würde [...], aber ich glaube nicht, daß sie den Mut dazu finden werden. [...] Es ist nicht das Mandat an sich, das uns hier stört [...]; aber das Wort Mandat ist unpopulär und ein frei ausgehandelter Vertrag käme unendlich besser an, außerdem gäbe er uns weit freiere Hand. Wir wußten immer, dass Faisal ultimativ auf einem Vertrag statt des Mandats beharren würde – jetzt haben wir die Möglichkeit, eine schöne Geste zu machen und aus freien Stücken zu geben, was wir später ohnehin auf sein Fordern hin zugestehen müßten.“

### Letzte Lebensjahre
In den kommenden beiden Jahren spielte Bell eine prägende Rolle in der irakischen Politik, vor allem als Beraterin des neuen Königs Faisal. Dabei vermittelte sie einerseits in dessen Verhandlungen mit der britischen Kolonialmacht, andererseits aber auch in den Auseinandersetzungen mit den diversen Lokalherrschern des Landes. Diese waren ihr überwiegend persönlich von ihren Reisen bekannt. Mit der Konsolidierung der politischen Verhältnisse sank ihr Einfluss jedoch rasch ab, vor allem, nachdem Percy Cox 1923 als Hochkommissar von Mesopotamien abgelöst worden war. Der Nachfolger war nicht mehr an ihren Ratschlägen interessiert, wie auch Faisal sich in seiner Politik immer weniger beeinflussen ließ. Dennoch hatte Bell weiterhin öffentliche Ämter inne, so die Direktion des 1922 gegründeten Department of Antiquities, welches die Ausgrabungen auf irakischem Territorium und die Ausfuhr dabei ergrabener Kulturgüter regulieren sollte. Als wichtigen Schritt gegen die vorherrschenden Raubgrabungen gelang ihr 1924 die Verabschiedung eines neuen Gesetzes über den Export von Antiken. Ebenso gründete sie das Irakische Nationalmuseum, das im Jahr 1925 eröffnet werden konnte.
In dieser Zeit verstärkten sich Gertrude Bells gesundheitliche Probleme rasch, zu denen Depressionen hinzutraten. Ab 1925 litt sie unter einer Rippenfellentzündung. In der Nacht vom 11. auf den 12. Juli 1926, zwei Tage vor ihrem 58. Geburtstag, starb sie infolge einer Überdosis Schlaftabletten. Ob sie sich selbst das Leben nahm, bleibt unklar. Offiziell wurde ein natürlicher Tod festgestellt, in seinen privaten Aufzeichnungen ging der untersuchende Beamte Frank Stafford aber von einem Suizid aus. Ihr Grab befindet sich auf dem anglikanischen Friedhof im Bagdader Stadtteil Bab al-Scharki.

## Schriften
- True to the Prince. A tale of the sixteenth century, 1567–1575. Digby, Long & Co. London 1892.
- Safar nameh. Persian Pictures. A Book of travel. R. Bentley and Son, London 1894 (Digitalisat im Internet Archive).
  - deutsch: Persische Reisebilder. Übersetzung von Karin von Schab. von Schröder, Hamburg 1949.
  - deutsch: Miniaturen aus dem Morgenland. Reiseerinnerungen aus Persien und dem Osmanischen Reich 1892. Hrsg. und Vorw. von Gabriele Habinger. Promedia, Wien 1997, ISBN 3-85371-125-1.
- Poems from the Divan of Hafiz. Nachdichtungen aus dem Persischen. Heinemann, London 1897 (Digitalisat im Internet Archive).
- Syria. The Desert & the Sown. Heinemann, London 1907 (Digitalisat im Internet Archive).
  - deutsch: Durch die Wüsten und Kulturstätten Syriens. Reiseschilderungen. Spamer, Leipzig 1908 (Digitalisat im Internet Archive).
  - deutsch: Am Ende des Lavastromes. Durch die Wüsten und Kulturstätten Syriens. Hrsg. und Vorw. von Gabriele Habinger. Basierend auf der Übers. aus dem Englischen von 1908. 2. Aufl. Promedia, Wien 2015, ISBN 978-3-85371-396-9.
  - deutsch: Das Raunen und Tuscheln der Wüste. Eine Reise durch das alte Syrien. Übersetzung von Ebba D. Drolshagen. Edition Erdmann, Wiesbaden 2015, ISBN 978-3-7374-0019-0.
- The churches and monasteries of the Tur Abdin. In: Max van Berchem: Amida. Matériaux pour l’épigraphie et l’histoire musulmanes du Diyar-Bekr. Winter, Heidelberg 1910, S. 224–262; deutsche Zusammenfassung S. 262–273 (Digitalisat im Internet Archive).
- Amurath to Amurath. Heinemann, London 1911 (Digitalisat im Internet Archive).
- The Palace and Mosque of Ukhaidir. A Study in Early Mohammadan Architecture. Clarendon Press, Oxford 1914 (Digitalisat im Internet Archive).
- mit William Mitchell Ramsay: The thousand and one churches. Hodder and Stoughton, London 1919 (Digitalisat im Internet Archive).
- Review of the Civil Administration of Mesopotamia. His Majesty’s Stationery Office, London 1920 (Digitalisat im Internet Archive).
- The Arab War. Confidential information for General Headquarters from Gertrude Bell. Being despatches reprinted from the secret “Arab Bulletin”. Golden Cockerel Press, London 1940.

Briefe und Tagebücher
- The Letters of Gertrude Bell. Collected and edited by Lady Bell. Boni and Liveright, London 1927 (Digitalisate von Band 1 und Band 2 im Internet Archive).
- The Earlier Letters of Gertrude Bell. Collected and edited by Elsa Richmond. Liveright Publishing, New York 1937 (Digitalisat im Internet Archive).
- Gertrude Bell. From Her Personal Papers 1914–1926. Ernest Benn Ltd., London 1961.

Weitere Buchausgaben in deutscher Übersetzung
- Ich war eine Tochter Arabiens. Das abenteuerliche Leben einer Frau zwischen Orient und Okzident. Übersetzt von Gerda Bean. Mit einem Vorwort von Gabriele Krone-Schmalz. Scherz, München 1993, ISBN 3-502-15039-7.
- Wilde Frauen reisen anders. Reisegeschichten. Hrsg. von Christiane Landgrebe. Byblos, Berlin 1994, ISBN 3-929029-31-6.

## Filme
- A Dangerous Man: Lawrence After Arabia (1992), Fernsehfilm, Regie: Christopher Menaul; Gillian Barge als Gertrude Bell.[38]
- Königin der Wüste (2015), Kinofilm, Regie: Werner Herzog; Nicole Kidman als Gertrude Bell.[39]
- Von Britannien nach Bagdad – Die Geschichte von Gertrude Bell (2015), Dokumentarfilm, Regie: Zeva Oelbaum, Sabine Krayenbuhl, deutsche Erstausstrahlung: 22. August 2017 auf Arte.[40]
- Gertrude Bell – Briefe aus Bagdad in Universum History auf ORF, ausgestrahlt am 2. März 2018[41]